# Орден Гагарина
Орден Гагарина — государственная награда Российской Федерации. Учреждён Указом Президента Российской Федерации от 27 мая 2023 года № 385 «Об учреждении ордена Гагарина».

## История

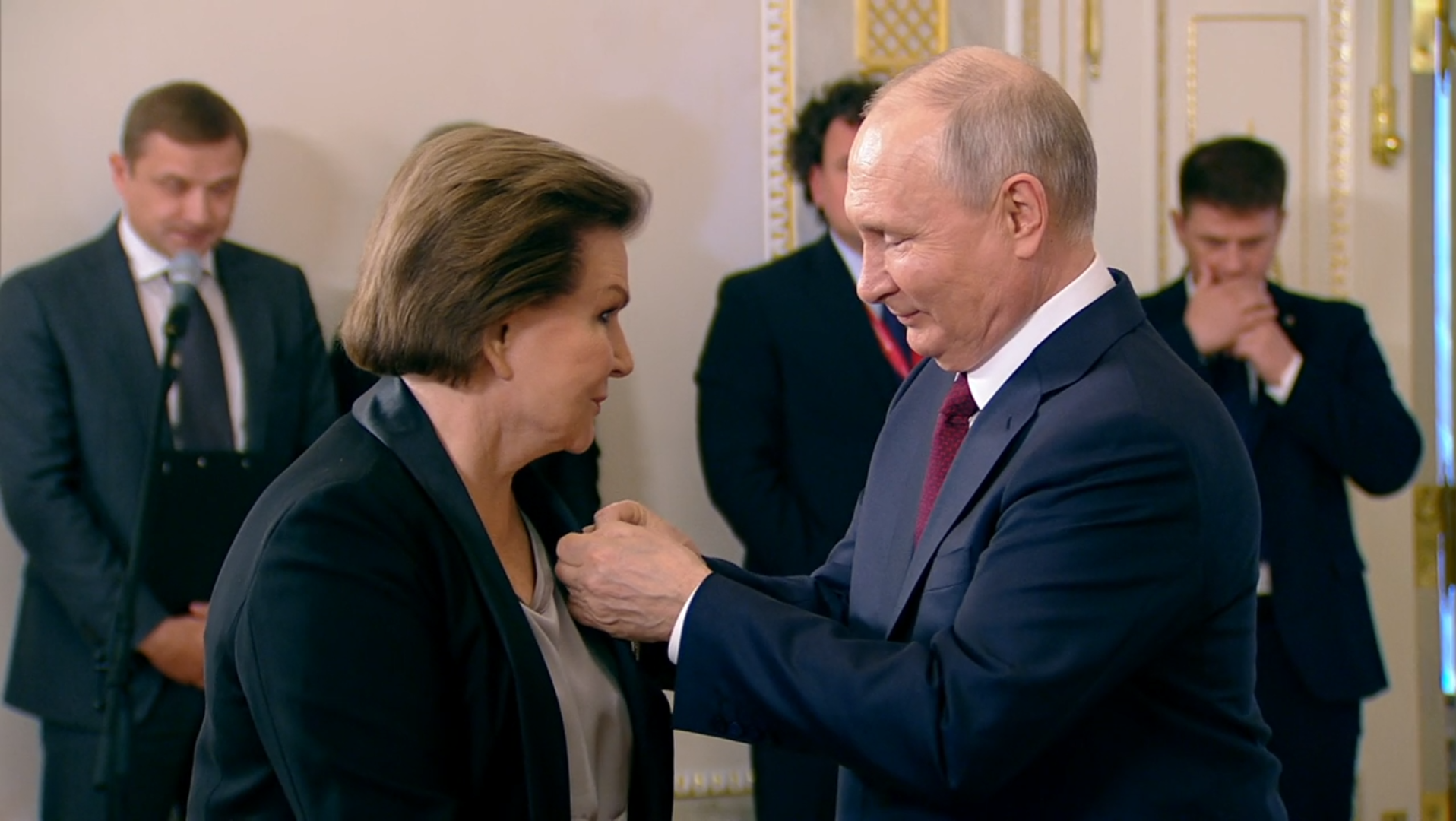
Владимир Путин награждает Валентину Терешкову орденом Гагарина, 16 июня 2023 года

Советский космонавт Юрий Гагарин стал первым человеком, совершившим космический полёт; 12 апреля 1961 года он на корабле «Восток-1» за 1 час и 48 минут облетел земной шар, после чего благополучно вернулся на Землю.
12 апреля 2023 года гендиректор госкорпорации «Роскосмос» Юрий Борисов заявил, что президент России Владимир Путин одобрил предложение «Роскосмоса» учредить орден имени первого космонавта планеты Юрия Гагарина. Орден был учреждён президентским указом от 27 мая 2023 года.
Первым кавалером Ордена Гагарина стала Валентина Терешкова. Первая женщина-космонавт была удостоена награды Указом Президента Российской Федерации от 16 июня 2023 года № 442 «за выдающиеся заслуги в освоении космического пространства, мужество и самоотверженность, проявленные в ходе исторического пилотируемого полета, активную общественную и международную деятельность», в этот же день Владимир Путин вручил ей награду на встрече в Константиновском дворце Санкт-Петербурга. «Совсем недавно был учреждён орден Юрия Гагарина. Я знаю, что Юрий Алексеевич сыграл значительную роль в Вашей жизни, он как руководитель полётов принимал участие в выработке окончательного решения, кто же будет первой женщиной-космонавтом. У Вас с ним были хорошие, дружеские отношения, деловые, профессиональные. И если уж такой орден у нас учреждён — а им будут награждаться и конкретные люди, добившиеся выдающихся результатов в деле освоения космоса, и научные коллективы, производственные коллективы, — безусловно, по праву этот орден за номером один, конечно, должен быть вручён Вам», — отметил Путин, обращаясь к Терешковой. Награждение было приурочено к 60-й годовщине полёта Терешковой в космос.

## Статут ордена
Согласно статуту, утверждённому Указом Президента Российской Федерации от 27 мая 2023 года № 385, орденом Гагарина награждаются граждане России:
- за успешное выполнение пилотируемого космического полёта, программы пилотируемого космического полёта по исследованию, освоению и использованию космического пространства;
- за выдающиеся заслуги в организации и успешной реализации космического полёта, программы космического полёта по исследованию,	освоению и использованию космического пространства;
- за выдающиеся заслуги в реализации государственной политики в области космической деятельности, в том числе в интересах обороны и безопасности Российской Федерации;
- за выдающиеся заслуги в разработке, производстве, испытании и	безаварийной эксплуатации ракетно-космической техники, создании и внедрении новых технологий и проведении эффективных научных исследований;
- за большие заслуги в подготовке научных и инженерно-технических кадров.

Кроме того, орденом могут быть награждены иностранные граждане за эффективное участие в международном сотрудничестве с Российской Федерацией в области исследования и использования космического пространства, а также коллективы организаций (независимо от формы собственности) за высокие достижения в развитии отечественной космонавтики (космической деятельности), в реализации государственной политики в области космической деятельности, в обеспечении обороны и безопасности Российской Федерации в космическом пространстве.
Знак ордена носится на левой стороне груди и при наличии других орденов Российской Федерации располагается после знака ордена Святой великомученицы Екатерины. Для особых случаев и возможного повседневного ношения на гражданской одежде предусматривается ношение миниатюрной копии знака ордена Гагарина, которая располагается после миниатюрной копии знака ордена Святой великомученицы Екатерины. При ношении на форменной одежде ленты ордена Гагарина на планке она располагается после ленты ордена Святой великомученицы Екатерины. На гражданской одежде носится лента ордена Гагарина в виде розетки, которая располагается на левой стороне груди.

## Описание

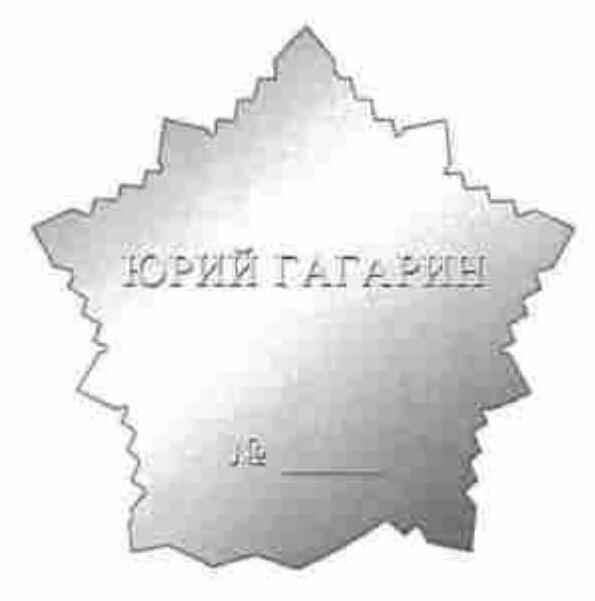
Оборотная сторона знака ордена

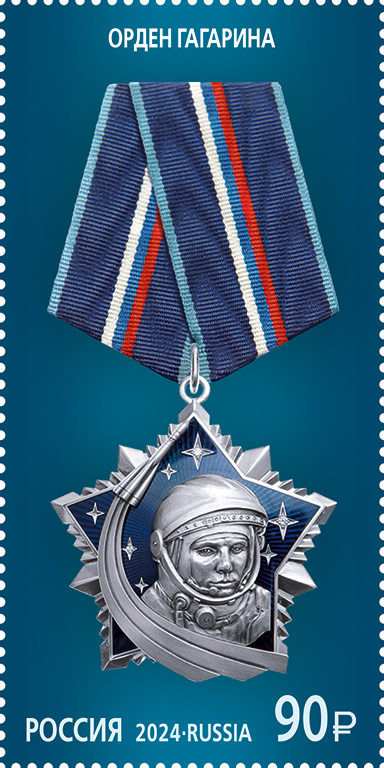
Орден Гагарина на почтовой марке России 2024 года

Знак ордена изготавливается из серебра с эмалью. Он представляет собой пятилучевую звезду в обрамлении серебряных штралов. Звезда покрыта синей эмалью с символическим изображением звёздного неба, три звезды на котором украшены фианитами.
В поле пятилучевой звезды располагается погрудный портрет Юрия Гагарина в гермошлеме вполоборота вправо. От нижнего правого луча к верхнему лучу расположено символическое изображение взлетающей ракеты, за которой тянется длинный след. Расстояние между концами противолежащих лучей звезды составляет 44 мм. На оборотной стороне знака ордена размещается рельефная надпись «ЮРИЙ ГАГАРИН», а также номер знака ордена.
Знак ордена при помощи ушка и кольца соединяется с пятиугольной колодкой, обтянутой шёлковой муаровой лентой синего цвета с продольными полосками цветов Государственного флага Российской Федерации посередине ленты и полосками голубого цвета вдоль краёв ленты. Ширина ленты составляет 24 мм, ширина полосок цветов Государственного флага Российской Федерации — по 2 мм, ширина полосок голубого цвета — также 2 мм.
Миниатюрная копия знака ордена Гагарина носится на колодке. Расстояние между концами противолежащих лучей звезды составляет 15,4 миллиметра, высота колодки от вершины нижнего угла до середины верхней стороны — 19,2 миллиметра, длина верхней стороны — 10 мм, длина каждой из боковых сторон — 16 мм, длина каждой из сторон, образующих нижний угол, — 10 мм. При ношении на форменной одежде ленты ордена Гагарина используется планка высотой 8 мм, ширина ленты составляет 24 мм. На ленте ордена Гагарина в виде розетки крепится миниатюрное изображение знака ордена из металла с эмалью. Расстояние между концами противолежащих лучей звезды — 13 мм. Диаметр розетки — 15 мм.